# Caroline Kola
Caroline Kola (1966) è un'ex multiplista keniota.

## Biografia
Kola ha disputato nel corso della sua carriera seniores numerose competizioni soprattutto a livello continentale nelle prove multiple, conquistando diverse medaglie nel corso degli anni Novanta. Ha inoltre preso parte a due edizioni dei Giochi del Commonwealth, fissando nel 1994 un record nazionale nell'eptathlon, ad oggi ancora imbattuto.
Lasciata la carriera agonistica, ha continuato a gareggiare in alcune edizioni dei campionati master oltre che lavorare come preparatrice atletica.

## Palmarès
| Anno | Manifestazione          | Sede             | Evento    | Risultato | Prestazione | Note             |
| ---- | ----------------------- | ---------------- | --------- | --------- | ----------- | ---------------- |
| 1992 | Campionati africani     | Belle Vue Maurel | Eptathlon | Argento   | 4994 p.     |                  |
| 1993 | Campionati africani     | Durban           | Eptathlon | Bronzo    | 4925 p.     |                  |
| 1994 | Giochi del Commonwealth | Victoria         | Eptathlon | 8ª        | 5407 p.     | Record nazionale |
| 1995 | Giochi panafricani      | Harare           | Eptathlon | Bronzo    | 5248 p.     |                  |
| 1996 | Campionati africani     | Yaoundé          | Eptathlon | Oro       | 5270 p.     |                  |
| 1998 | Giochi del Commonwealth | Kuala Lumpur     | Eptathlon | dnf       | dnf         |                  |